# Maluala
Maluala ist ein kubanischer Film aus dem Jahr 1979. Es handelt sich um den letzten Teil der Filmtrilogie des Regisseurs Sergio Giral über den Freiheitskampf der kubanischen Sklaven. Der Film wurde beim Internationalen Festival des Neuen Lateinamerikanischen Films in Havanna mit dem Hauptpreis „Gran Premio Coral“ ausgezeichnet und von der DEFA synchronisiert. Am 15. Januar 1982 kam der Film in die Kinos der DDR.

## Handlung
Die Cimarrones, aufständische Sklaven, kämpfen auf Kuba für ihre Freiheit. Sie haben Dörfer gegründet, in denen sie nach ihren eigenen Regeln frei leben können. Eines dieser Dörfer heißt Maluala. Die spanischen Kolonialherren und ihre Büttel setzen alles daran, die Aufständischen gegeneinander auszuspielen und Maluala zu zerstören.

## Kritik
„Gut gespieltes Geschichtsbild, das hinter dem abenteuerlichen Geschehen das Leben und die Mentalität der betroffenen Menschen herausarbeitet.“